# پیت دیکنتمان
پیت دیکنتمان (هلندی: Piet Dickentman؛ ۴ ژانویه ۱۸۷۹ – ۷ اکتبر ۱۹۵۰) دوچرخه‌سوار اهل هلند بود.
وی در مسابقات کشوری و بین‌المللی در مجموع برندهٔ ۱ مدال طلا، ۱ مدال نقره، ۱ مدال برنز شده‌است.